# جوانا فويجت
جوانا فويجت (بالألمانية: Johanna Ambrosius) (و. 1854 – 1939 م) هي شاعرة، ومؤلفة، وكاتِبة ألمانية، توفيت في كونيغسبرغ، عن عمر يناهز 85 عاماً.

## روابط خارجية
- جوانا فويجت على موقع ديسكوغز (الإنجليزية)